# Gubernia włodzimierska
Gubernia włodzimierska (ros. Владимирская губерния) – jednostka administracyjna Imperium Rosyjskiego i RFSRR w centralnej Rosji, utworzona ukazem Katarzyny II w 1778 jako namiestnictwo włodzimierskie, od 1796 ukazem Pawła I przekształcone w gubernię. Stolicą guberni był Włodzimierz nad Klaźmą. Zlikwidowana w 1929.
Gubernia graniczyła od północy z gubernią jarosławską i kostromską, od wschodu z gubernią niżnonowogrodzką, od zachodu z gubernią moskiewską i twerską,  na południu z gubernią tambowską i riazańską.
Powierzchnia guberni wynosiła w  1897 - 45 910 km², ludność, według spisu powszechnego 1897 - 1 515 691 osób – Rosjan (99,7%). 
Gubernia w początkach XX wieku była podzielona na 13 ujezdów: aleksandrowski, włodzimierski, wiaznikowski, grochowiecki, kowrowski, mielenkowski, muromski, peresławski, pokrowski, sudogodzki, suzdalski, szujski, juriewski.
Zlikwidowana postanowieniem Prezydium WCIK 14 stycznia 1929. Od 14 sierpnia 1944 na większości terytorium historycznej guberni istnieje obwód włodzimierski RFSRR, a obecnie Federacji Rosyjskiej, o powierzchni 29 084 km².